# Šentjanž pri Dravogradu
Šentjanž pri Dravogradu je naselje v Občini Dravograd.
Zgodovina kraja sega v leto 1305, ko je bil kraj prvič omenjen. Staro središče kraja sestavljajo cerkev Janeza Krstnika, stara šola in star gasilski dom. V začetku 70. let se je kraj začel močno gospodarsko razvijat. Najpomebnejši med industrijskimi obrati je tovarna ivernih plošč, ki je ena izmed največjih v srednji Evropi. Sam kraj ima nekaj sto pribivalcev, Krajavna skupnost Šentjanž pa jih šteje okrog 1000. V 80. letih je kraj dobil svojo osemletno osnovno šolo in vrtec ter se s tem odcepil od OŠ Dravograd kot podružnična šola. Zraven cerkve Janez Krstnika, natančneje na Kronski gori stoji baročna cerkev svetega Pavla. 
V zadnjih letih v kraju že tradicionalno poteka državno tekmovanje v paraskiju, saj so pogoji tako za smučanje in za padalstvo idealni.